# إيقاف العلاج النفسي
إيقاف العلاج النفسي، والمعروف أيضًا باسم الإنهاء أحادي الجانب وانسحاب المريض والإنهاء المبكر، هو قرار المريض بوقف علاج الصحة العقلية قبل تلقيه عددًا كافيًا من الجلسات. في الولايات المتحدة، يقدر معدل انتشار انسحاب المرضى بين 40 إلى 60% على مدار فترة العلاج، ومع ذلك، فالغالبية العظمى من المرضى ستنسحب بعد جلستين. أظهر تحليل شامل لـ 146 دراسة في الدول الغربية أن متوسط معدل الانسحاب هو 34.8%، مع مجال واسع من 10.3% إلى 81.0%. كان معدل الانسحاب في الدراسات التي أُجريت في الولايات المتحدة (ن = 85) 37.9% (المجال: 33.0% إلى 43.0%).

## تعاريف مختلفة
يمكن أن يعني وقف العلاج النفسي أشياء مختلفة باختلاف الباحثين أو الأطباء. رغم بقاء الجوانب المهمة لما يتكون منه التوقف (قرار المريض، الأعراض التي لم تُقلل بشكل كاف) ثابتة، وما زال هناك اختلافات في كيفية قياسها. على سبيل المثال، قد يشير أحد الباحثين أن إكمال 50% من الجلسات يعني أنّ المريض أتمّ علاجه، بينما يعتبر آخرون هذه النسبة يجب أن تصل إلى 75%. عند النظر في معدلات انسحاب المرضى، يمكن أن تجعل هذه التناقضات فهم البيانات أمرًا صعبًا. لكن قد يُعتبر نفس المرضى بأنّهم غير مكملين للعلاج في دراسة أخرى.

## القضايا المرتبطة

### نتائج سيئة للمرضى
يرتبط انسحاب المرضى بمشاكل عديدة، مثل: فقدان التحسن المحتمل للمريض والنتائج السيئة واحتمال زيادة الإفراط في استخدام الموارد وتعطيل العلاجات الجماعية. حدسيًا، يفقد هؤلاء المرضى الفوائد التي قد يتلقونها في حال استمرارهم بالعلاج، ويواجهون نتائج غير مرضية، وفوائد أقل للعلاج، مقارنة بأولئك الذين يواصلون العلاج. علاوة على ذلك، من المرجح أن يُوصف المرضى الذين يوقفون العلاج على أنهم مرضى مزمنون، ما يؤدي إلى الإفراط في استخدام الخدمات بما يصل إلى ضعف ما يصل إليه المرضى المكملين للعلاج. في جلسة العلاج الجماعي، قد يؤثر الإيقاف المبكر لأحد الأعضاء بدوره سلبًا على الأعضاء الآخرين في المجموعة.

### إصابة نرجسية
الإصابات النرجسية هي نتيجة محتملة لانقطاع المريض عن العلاج، إذ قد يشعر المُعالِجون والأطباء بشعور ضئيل بالذات وقد يشعرون بعدم كفاية ما يقدموه. قد يفسرون توقف المريض عن العلاج بمثابة نتيجة مباشرة لشيء فعلوه. يمكن أن يؤدي ذلك إلى تدني تقدير الذات والثقة وبالتالي فعاليتهم مما سيؤثر سلبًا على إيصال العلاجات للمرضى الآخرين. لا يوجد بحث حالي حول عدد مرات حدوث ذلك في حالات انسحاب المرضى.

### خسائر الطبيب والإدارة
آثار عدم الإكمال أقل وضوحًا على نظام الرعاية الصحية العقلية بأكمله. يواجه الأطباء خسائر على هيئة الوقت الذي يقضونه في وصف حالة المريض والمواعيد الفائتة قبل الإنهاء وغيرها من إجراءات التشخيص المنفّذة. إداريًا، تؤدي أوجه القصور هذه إلى قوائم انتظار طويلة، أي رفض تقديم الخدمات للآخرين وتفاقم تصورات المجتمع، والدخل الضائع للعيادات. أظهرت قوائم الانتظار الطويلة بشكل متكرر بعض تأثيرات الانسحاب المتزايدة، ما زاد من تفاقم المشكلة.

## توقع المرضى المعرضين للخطر
إن التنبؤ بالمرضى المعرضين لخطر الانسحاب من العلاج مهمة صعبة ما زالت قيد البحث. ومع ذلك، هناك عوامل مختلفة مرتبطة بانسحاب المريض تستحق أن تحدد. هناك العديد من دراسات التحليل التلوي التي تناولت هذه القضايا.

### صفات مميزة للمريض
صفات المريض هي أي شيء خلقي عن المرضى أنفسهم. وتشمل هذه: العمر، العرق، الجنس، التعليم، والحالة الاجتماعية والاقتصادية. تحدد العديد من الدراسات الأقليات بمثابة مرشحين أكثر احتمالًا لعدم إكمالهم العلاج النفسي. المرضى الشباب هم أكثر عرضة للانسحاب من العلاج مقارنة بالمرضى الأكبر سنًا. علاوة على ذلك، رُبطت الحالة الاجتماعية والاقتصادية بانسحاب المرضى، إذ كثيرًا ما ينسحب المرضى الأكثر فقرًا.

### العوامل البيئية
تتعلق العوامل البيئية ببيئة المريض وبالبيئة المادية لمكتب الطبيب. أظهرت الأبحاث أن تجديد غرفة الانتظار في مكتب حضري أدى إلى زيادة بنسبة 10% في حضور الجلسة الأولى. يُعتبر وصول المريض للرعاية عاملًا بيئيًا. في الولايات المتحدة، لا تغطي العديد من شركات التأمين علاج الصحة العقلية. هذا الحرمان من الرعاية يمكن أن يؤدي بسرعة إلى انسحاب المريض.

### معتقدات وتصورات الصحة العقلية
الوصمة الاجتماعية لعلاج الصحة العقلية قد تؤدي أيضًا إلى زيادة حالات توقف المريض عن إكمال العلاج، وبشكل خاص بين الأقليات العرقية. في مجتمع لاتيني، يمكن للصورة الذكورية المتوقعة للذكور أن تزيد عار طلب علاجات الصحة العقلية، بسبب الاعتقادات بأنّه يجب على الفرد التغلب على المشاكل بمفرده.
قد تغير تصورات الصحة العقلية أيضًا معتقدات المرضى حول فعالية علاج الصحة العقلية. يتلقى المرضى إشارات حول خبرة المُعالج من خلال تفاعلاتهم، وقد يشعرون أن المعالج غير مناسب. قد يشعرون أيضًا أنهم لا يتشاركون نفس الأهداف من العلاج. من الممكن أيضًا أن يؤدي الإدراك الأولي بأن العلاج غير فعال إلى أن يبحث المريض عن سبب لإنهاء العلاج. أخيرًا، قد يكون لدى المريض توقع بشأن عدد الجلسات التي سيحضرها. يعكس هذا العدد بفعالية عدد الجلسات التي يحضرها المريض بالفعل، والتي قد تختلف عن العدد الذي يشعر المعالج أنه ضروري، مما يؤدي إلى الانسحاب.

## الحلول الممكنة

### تحريض الدور
ينطوي تحريض الأدوار على إعداد المرضى لما يمكن توقعه في العلاج. وهو يتألف من تثقيف المرضى حول طبيعة وعملية العلاج، ويهدف إلى تزويد المرضى بتوقع النجاح وتبديد المفاهيم الخاطئة عن العلاج. وجد أن هذا يقلل بشكل فعال من التوقف، يساعد في تقليل توتر المريض.

### تشجيع التحالف العلاجي
تعتمد العلاقة العلاجية بشكل عام على ثلاثة مفاهيم: علاقة تعاونية، رابطة فعالة بين المُعالج والمريض، وقدرة كل من المريض والمعالج على الاتفاق على أهداف العلاج. لتعزيز هذا التحالف، تشير البحوث إلى إعادة تأكيد الظروف العلاجية الرئيسية المتمثلة بالمراعاة الإيجابية والحارّة للمريض والتعاطف. الربط بين احترام وجهة نظر المريض واهتمام المُعالج بالعمل معه يساعد على تطوير الثقة.

### المقابلات التحفيزية
تُعرَّف المقابلات التحفيزية (إم آي) أو التعزيز التحفيزي بأنها «زيادة رغبة الشخص في المشاركة والمتابعة والالتزام باستراتيجية تغيير معينة». عادةً ما يتم تقسيمها إلى المختصرات «إف آر إيه إم إي إس» (تغذية راجعة، مسؤولية، نصيحة، قائمة الاستراتيجيات، التعاطف، والفعالية الذاتية) أو «أو إيه آر إس» (الأسئلة المفتوحة، التأكيد، انعكاس الأفكار، والتلخيص). وتشمل الاستراتيجيات الأخرى: تصحيح المفاهيم الخاطئة للمريض وخلق حوافز للتغيير واستنباط بيانات التحفيز الذاتي، والثناء على النظر الجاد للمريض في التغيير، والحد من مشكلات السلوكيات لتبدو أقل صعوبة.

### تقييم المعالج
من خلال التحقق باستمرار من أهداف المريض وتقدمه، يمكن للمعالجين اكتشاف انحراف المريض عن المسار المقصود، وبالتالي النظر في تغيير خطط العلاج أو الاستراتيجيات الأخرى قبل انسحاب المريض. كمثال على ذلك، مخطط يعرض تقدم المريض. هذه صورة ملموسة لكيفية تقدم المريض، وتُشرك المريض لأداء دور فعال في علاجه.